# Broadway Books
Broadway Books este o editură componentă a grupului Crown Publishing Group, o divizie a Random House, Inc., care a fost înființată în toamna anului 1996. Broadway Books a publicat de atunci multe bestselleruri incluse în topul New York Times în ediții hardcover și paperback, inclusiv cartea de memorii Resilience a lui Elizabeth Edwards, cartea de memorii A Bold Fresh Piece of Humanity a lui Bill O'Reilly, Decision Points de George W. Bush, Liberal Fascism de Jonah Goldberg și A Lion Called Christian de Ace Bourke și John Rendall.

## Portofoliul editorial
Broadway Books publică aproximativ șaptezeci de titluri pe an în ediții hardcover și paperback. Domeniile principale de interes sunt non-ficțiunea, memoriile, sănătatea și wellness-ul, dieta și fitness-ul, dezvoltarea personală, istoria, literatura de călătorie și de aventuri, politica, umorul și ficțiunea contemporană.
Printre autorii care au publicat cărți de călătorii în colecția „Broadway Abroad” se numără Frances Mayes (Under the Tuscan Sun), Bill Bryson (A Walk in the Woods) și Martin Troost (Lost on Planet China și Getting Stoned With the Savages). Memoriile celebre sunt Clapton a lui Eric Clapton lui Clapton, cea mai bine vândută autobiografie a unui cântăreț rock din toate timpurile, bestsellurile New York Times Escape a lui Carolyn Jessop și No Shortcuts to the Top a alpinistului Ed Viesturs, precum și Tuesdays With Morrie de Mitch Albom și The Things They Carried de Tim O’Brien.
În domeniul finanțelor personale, printre titlurile publicate de editura Broadway se numără The Automatic Millionaire și Smart Women Finish Rich ale lui David Bach. Cărțile de pe Broadway care au fost ecranizate în filme sunt bestsellerul The Informant al lui Kurt Eichenwald și Youth In Revolt al lui C.D. Payne. Alte cărți ce merită menționate sunt cartea despre dietă The Skinny, Are You Ready! a lui Lou Arrone și cărțile de bucate ale guru-ului vegetarian Deborah Madison.

## Autori
- David Bach
- Bill Bryson
- Elizabeth Edwards
- Frances Mayes
- Carolyn Jessop
- Bill O'Reilly
- Rebecca Skloot
- Chérie Carter-Scott, Ph.D., MCC

## Lucrări publicate
- The Concise Guide To Sounding Smart At Parties

## Legături externe
- Site oficial